# イーツー・インフォ
株式会社イーツー・インフォ（英: E2info, Inc.）は、神奈川県横浜市に本社を置き、ソフトウェア開発、インターネット事業を行う日本の企業。

## 沿革
- 2005年（平成17年）
  - 10月 - 神奈川県横浜市中区本町にて資本金10,000,000円にて設立。
  - 12月 - ASP「ウェブ受付くん」を商標登録、販売開始。
- 2006年（平成18年）
  - 3月 - 株式会社MakeShop(現：GMOメイクショップ株式会社)と「ウェブ受付くん」の販売に関して業務提携[1]。
  - 12月 - GMOクラウド株式会社と「ウェブ受付くん」の販売に関して業務提携[2]。
- 2007年（平成19年）
  - 3月 - 「ウェブ受付くん」の福祉向けコンセプトプランを発表。
  - 8月 - 中国江蘇省啓東市に「易平方計算机科技発展有限公司」を設立。
- 2008年（平成20年）
  - 4月 - ECサイト構築専門サイト「ZenCartカスタマイズソリューションショップ」開設。
  - 6月 - 株式会社アット・ワイエムシーとEC事業に関して業務提携、ZenCartをベースにした「YMCパック」の提供開始。
  - 9月 - 事業所を同区内南仲通へ移転。
- 2009年（平成21年）
  - 4月 - 中国向けビジネスを支援する「SOHO in China」ソリューションを開始。
- 2010年（平成22年）
  - 1月 - 実用的オープンソースでビジネスを支援するサイトを開設。
  - 8月 - 株式会社ネットフォレストと開発部門での包括的業務提携開始[3]。
- 2011年（平成23年）
  - 8月 - スマートフォンサイト構築／最適化サービス「サクスマ」を提供開始。
- 2012年（平成24年）
  - 2月 - 事業所を横浜市西区横浜花咲ビルへ移転。
  - 3月 - 横浜型地域貢献企業に認定。
  - 4月 - 神奈川県個人情報取扱登録事業者認定[4]。
  - 5月 - 横浜FC「足長ドリームシート」に協賛[5]。
  - 8月 - スマートコミュニティ・アライアンス（JSCA）に加入[6]。
  - 9月 - 鹿児島県奄美市に、鹿児島支社 奄美ICTセンター設立。
- 2013年（平成25年）
  - 1月 - スマートフォンアプリ「エスパー伊東の爆裂鼻手袋」を提供開始。
  - 1月 - ウェブ受付くんの新商品として、オペレーター付のチャットサポートサービス「ウェブ受付くんプラス」を提供開始。
  - 2月 - 電気通信事業者認定。
- 2014年（平成26年）
  - 2月 - 代表取締役に原 江里子 就任
- 2015年（平成27年）
  - 9月 - プライバシーマーク取得
- 2016年（平成28年）
  - 2月 - 横浜型地域貢献企業 最上位認定。
- 2017年（平成29年）
  - 2月 - よこはまITフェア2017出展
- 2018年（平成30年）
  - 2月 - よこはまITフェスティバル2018出展
- 2019年（平成31年）
  - 15周年を迎えCIプロジェクトの一環として、社名ロゴ変更
- 2020年（令和2年）
  - 9月 - クラウドドキュメントサービス開始
- 2021年（令和3年）
  - 5月 - AWSコンサルティングパートナー（現：AWSサービスパス）認定
- 2023年（令和5年）
  - 6月 - HR Deliサービス開始